# Marouane Chamakh
Marouane Chamakh (in arabo مروان الشماخ‎?, Marwān ash-Shammākh; Tonneins, 10 gennaio 1984) è un ex calciatore marocchino con cittadinanza francese, di ruolo attaccante.

## Caratteristiche
Era un attaccante dotato di buon fiuto del gol e abile nel gioco aereo.

## Carriera

### Club

#### Bordeaux
Cresciuto nelle giovanili del Bordeaux, nel 2002 Chamakh ha esordito con la seconda squadra nel Championnat de France amateur, disputandovi 17 partite e segnando 6 gol.
Il 9 gennaio 2003 è stato convocato per la prima volta in prima squadra per la partita di Coppa di Lega contro il Metz e ha successivamente esordito in Ligue 1 l'8 febbraio 2003 contro il Bastia. Il 20 maggio ha segnato la prima rete tra i professionisti, realizzando di testa al 90º minuto il gol del pareggio contro il Nizza nella penultima giornata della Ligue 1 2002-2003.
Dalla stagione seguente è diventato uno dei titolari della squadra francese, riuscendo a raggiungere i 10 gol stagionali. Il 25 agosto 2003 ha esordito nelle competizioni UEFA per club in occasione della partita del primo turno della Coppa UEFA 2003-2004 contro l'Artmedia Bratislava, nella quale ha sostituito Deivid al 70º minuto di gioco. Sempre nella stessa edizione della Coppa UEFA ha segnato il primo gol personale nelle coppe europee il 26 febbraio 2004 contro il Dyskobolia.
Il 12 settembre 2006 ha disputato la prima partita in Champions League a Istanbul contro il Galatasaray e a fine stagione ha vinto il suo primo trofeo, la Coppa di Lega francese.
Nella stagione 2008-2009 ha vinto con il Bordeaux la Supercoppa di Francia, gara nella quale è stato nominato miglior giocatore, un'altra Coppa di Lega e, anche grazie ai suoi 13 gol che lo hanno reso il miglior marcatore della propria squadra in campionato al pari di Fernando Cavenaghi, la Ligue 1.
Il 3 novembre 2009 ha realizzato il primo gol in Champions League contro il Bayern Monaco e con 5 gol totali è risultato il miglior marcatore del Bordeaux nella Champions League 2009-2010 nonché il miglior realizzatore assoluto della squadra francese nelle coppe europee con 14 reti.
In totale con il Bordeaux ha disputato 301 partite ufficiali nelle quali ha realizzato 74 gol.

#### Arsenal
Sul finire della stagione 2009-2010 Chamakh ha annunciato che dalla stagione successiva, alla scadenza del suo contratto col club francese, si sarebbe trasferito a parametro zero all'Arsenal. Nonostante questa dichiarazione sia stata fatta nel maggio 2010, la decisione di passare ai Gunners risaliva al febbraio precedente, quando il calciatore marocchino non ha rinnovato il proprio contratto col Bordeaux.
Il 21 maggio 2010 ha firmato il contratto con l'Arsenal ed è così stato ufficializzato il suo passaggio ai Gunners, con cui ha iniziato ad allenarsi nel mese di luglio. Chamakh ha esordito con l'Arsenal il 15 agosto 2010 nella partita della prima giornata della Premier League 2010-2011 contro il Liverpool; nel corso della partita ha contribuito al pareggio per 1-1 dei Gunners colpendo di testa il pallone che, dopo il rimbalzo sul palo, ha causato l'autogol del portiere dei Reds Pepe Reina. Nella partita successiva del 21 agosto 2010 contro il Blackpool, ha segnato la prima rete con la maglia dell'Arsenal, realizzando di testa il gol del definitivo 6-0. Alla fine della stagione 2010-2011 ha totalizzato 11 gol in 44 partite. Nella stagione successiva è stato impiegato con meno frequenza da Wenger ed è sceso in campo in 19 occasioni (solo 6 come titolare) riuscendo a segnare un solo gol in campionato nella sconfitta esterna per 4-3 del 17 settembre 2011 contro il Blackburn.

#### West Ham
Dopo aver trovato pochissimo spazio nell'annata successiva, il 4 gennaio 2013 è stato ufficializzato il suo passaggio in prestito al West Ham fino al termine della stagione 2012-2013. Ha esordito con gli Hammers il 12 gennaio seguente nella partita di campionato persa per 3-0 in casa del Sunderland subentrando nel corso del secondo tempo a Carlton Cole.

#### Crystal Palace
Il 12 agosto 2013 si è trasferito a titolo definitivo al Crystal Palace, firmando un contratto di un anno. Il 24 agosto seguente, alla seconda uscita ufficiale, ha segnato il suo primo gol con la maglia degli Eagles, nella sconfitta per 1-2 sul campo dello Stoke City.
Il 24 gennaio 2015, Chamakh mette a segno una doppietta nella gara esterna contro il Southampton, terminata con il risultato di 2-3 per il Crystal Palace.

#### Cardiff City
L'11 ottobre 2016 firma un contratto a breve termine con il Cardiff City, scendendo così in Football League Championship. Il 19 ottobre successivo fa il suo debutto con il nuovo club, entrando nel secondo tempo come sostituto di Rickie Lambert contro lo Sheffield Wednesday. Il 4 gennaio 2017, dopo soli tre mesi e non rientrando nei piani del club, rescinde il proprio contratto e si ritira dal calcio giocato.

### Nazionale

#### Maggiore
Nato e cresciuto in Francia, nel febbraio 2003 Chamakh ha disputato una partita con la nazionale francese Under-19 contro la Repubblica Ceca ma successivamente, per le sue origini marocchine, ha deciso di accettare la convocazione della Nazionale maggiore del Marocco.
Chamakh ha fatto il suo debutto internazionale per il Marocco l'8 giugno 2003 contro la Sierra Leone in una partita valida per la qualificazione alla Coppa d'Africa e il 10 settembre seguente ha realizzato le prime reti in Nazionale grazie alla doppietta segnata in amichevole contro Trinidad e Tobago.
Ha fatto parte della selezione che ha raggiunto la finale della Coppa d'Africa 2004, persa contro la Tunisia, e di quelle che hanno preso parte alla Coppa d'Africa nel 2006, nel 2008 e nel 2012, dove il Marocco è stato eliminato in tutti e tre i casi nella fase a gironi.

## Statistiche

### Presenze e reti nei club
Statistiche aggiornate al 25 ottobre 2016.
| Stagione              | Squadra               | Campionato            | Campionato | Campionato | Coppe nazionali | Coppe nazionali | Coppe nazionali | Coppe continentali | Coppe continentali | Coppe continentali | Altre coppe | Altre coppe | Altre coppe | Totale | Totale |
| Stagione              | Squadra               | Comp                  | Pres       | Reti       | Comp            | Pres            | Reti            | Comp               | Pres               | Reti               | Comp        | Pres        | Reti        | Pres   | Reti   |
| --------------------- | --------------------- | --------------------- | ---------- | ---------- | --------------- | --------------- | --------------- | ------------------ | ------------------ | ------------------ | ----------- | ----------- | ----------- | ------ | ------ |
| 2002-2003             | Bordeaux 2            | CFA                   | 16         | 7          | -               | -               | -               | -                  | -                  | -                  | -           | -           | -           | 16     | 7      |
| 2002-2003             | Bordeaux              | L1                    | 10         | 1          | CF+CdL          | 3+1             | 0               | -                  | -                  | -                  | -           | -           | -           | 14     | 1      |
| 2003-2004             | Bordeaux              | L1                    | 25         | 6          | CF+CdL          | 1+1             | 0               | CU                 | 8                  | 4                  | -           | -           | -           | 35     | 10     |
| 2004-2005             | Bordeaux              | L1                    | 33         | 10         | CF+CdL          | 2+1             | 1+0             | -                  | -                  | -                  | -           | -           | -           | 36     | 11     |
| 2005-2006             | Bordeaux              | L1                    | 29         | 7          | CF+CdL          | 1+1             | 0               | -                  | -                  | -                  | -           | -           | -           | 31     | 7      |
| 2006-2007             | Bordeaux              | L1                    | 29         | 5          | CF+CdL          | 3+4             | 2+0             | UCL+CU             | 4+2                | 0                  | -           | -           | -           | 42     | 7      |
| 2007-2008             | Bordeaux              | L1                    | 32         | 4          | CF+CdL          | 4+1             | 0               | CU                 | 7                  | 4                  | -           | -           | -           | 44     | 8      |
| 2008-2009             | Bordeaux              | L1                    | 34         | 13         | CF+CdL          | 1+3             | 0               | UCL+CU             | 6+2                | 0+1                | SF          | 1           | 0           | 47     | 14     |
| 2009-2010             | Bordeaux              | L1                    | 38         | 10         | CF+CdL          | 1+3             | 0+1             | UCL                | 9                  | 5                  | SF          | 1           | 0           | 52     | 16     |
| Totale Bordeaux       | Totale Bordeaux       | Totale Bordeaux       | 230        | 56         |                 | 31              | 4               |                    | 38                 | 14                 |             | 2           | 0           | 301    | 74     |
| 2010-2011             | Arsenal               | PL                    | 29         | 7          | FACup+CdL       | 6+3             | 1+0             | UCL                | 6                  | 3                  | -           | -           | -           | 44     | 11     |
| 2011-2012             | Arsenal               | PL                    | 11         | 1          | FACup+CdL       | 1+2             | 0               | UCL                | 5                  | 0                  | -           | -           | -           | 19     | 1      |
| 2012-gen. 2013        | Arsenal               | PL                    | 0          | 0          | FACup+CdL       | 0+3             | 2               | UCL                | 1                  | 0                  | -           | -           | -           | 4      | 2      |
| Totale Arsenal        | Totale Arsenal        | Totale Arsenal        | 40         | 8          |                 | 15              | 3               |                    | 12                 | 3                  |             | 0           | 0           | 67     | 14     |
| gen.-giu. 2013        | West Ham              | PL                    | 3          | 0          | FACup+CdL       | 0               | 0               | -                  | -                  | -                  | -           | -           | -           | 3      | 0      |
| 2013-2014             | Crystal Palace        | PL                    | 32         | 5          | FACup+CdL       | 2+0             | 1               | -                  | -                  | -                  | -           | -           | -           | 34     | 6      |
| 2014-2015             | Crystal Palace        | PL                    | 26         | 2          | FACup+CdL       | 2+0             | 2               | -                  | -                  | -                  | -           | -           | -           | 28     | 4      |
| 2015-2016             | Crystal Palace        | PL                    | 10         | 0          | FACup+CdL       | 2               | 0               | -                  | -                  | -                  | -           | -           | -           | 12     | 0      |
| Totale Crystal Palace | Totale Crystal Palace | Totale Crystal Palace | 60         | 7          |                 | 6               | 3               |                    | -                  | -                  |             | -           | -           | 66     | 10     |
| 2016-gen. 2017        | Cardiff City          | FLC                   | 2          | 0          | FACup+CdL       | 0               | 0               | -                  | -                  | -                  | -           | -           | -           | 2      | 0      |
| Totale carriera       | Totale carriera       | Totale carriera       | 341        | 78         |                 | 52              | 10              |                    | 50                 | 17                 |             | 2           | 0           | 445    | 105    |

### Cronologia presenze e reti in Nazionale
| Cronologia completa delle presenze e delle reti in nazionale ― Marocco | Cronologia completa delle presenze e delle reti in nazionale ― Marocco | Cronologia completa delle presenze e delle reti in nazionale ― Marocco | Cronologia completa delle presenze e delle reti in nazionale ― Marocco | Cronologia completa delle presenze e delle reti in nazionale ― Marocco | Cronologia completa delle presenze e delle reti in nazionale ― Marocco | Cronologia completa delle presenze e delle reti in nazionale ― Marocco | Cronologia completa delle presenze e delle reti in nazionale ― Marocco |
| Data                                                                   | Città                                                                  | In casa                                                                | Risultato                                                              | Ospiti                                                                 | Competizione                                                           | Reti                                                                   | Note                                                                   |
| ---------------------------------------------------------------------- | ---------------------------------------------------------------------- | ---------------------------------------------------------------------- | ---------------------------------------------------------------------- | ---------------------------------------------------------------------- | ---------------------------------------------------------------------- | ---------------------------------------------------------------------- | ---------------------------------------------------------------------- |
| 8-6-2003                                                               | Casablanca                                                             | Marocco                                                                | 1 – 0                                                                  | Sierra Leone                                                           | Qual. Coppa d'Africa 2004                                              | -                                                                      | Ingresso                                                               |
| 20-6-2003                                                              | Rabat                                                                  | Marocco                                                                | 2 – 0                                                                  | Gabon                                                                  | Qual. Coppa d'Africa 2004                                              | -                                                                      | 64’                                                                    |
| 10-9-2003                                                              | Marrakech                                                              | Marocco                                                                | 2 – 0                                                                  | Trinidad e Tobago                                                      | Amichevole                                                             | 2                                                                      | 69’                                                                    |
| 11-10-2003                                                             | Tunisi                                                                 | Tunisia                                                                | 0 – 0                                                                  | Marocco                                                                | Amichevole                                                             | -                                                                      |                                                                        |
| 15-11-2003                                                             | Meknes                                                                 | Marocco                                                                | 1 – 0                                                                  | Burkina Faso                                                           | Amichevole                                                             | -                                                                      | 46’                                                                    |
| 19-11-2003                                                             | Casablanca                                                             | Marocco                                                                | 0 – 1                                                                  | Mali                                                                   | Amichevole                                                             | -                                                                      |                                                                        |
| 27-1-2004                                                              | Monastir                                                               | Nigeria                                                                | 0 – 1                                                                  | Marocco                                                                | Coppa d'Africa 2004 - 1º turno                                         | -                                                                      |                                                                        |
| 31-1-2004                                                              | Sfax                                                                   | Marocco                                                                | 4 – 0                                                                  | Benin                                                                  | Coppa d'Africa 2004 - 1º turno                                         | 1                                                                      |                                                                        |
| 4-2-2004                                                               | Susa                                                                   | Marocco                                                                | 1 – 1                                                                  | Sudafrica                                                              | Coppa d'Africa 2004 - 1º turno                                         | -                                                                      |                                                                        |
| 8-2-2004                                                               | Sfax                                                                   | Marocco                                                                | 3 – 1 dts                                                              | Algeria                                                                | Coppa d'Africa 2004 - Quarti di finale                                 | 1                                                                      |                                                                        |
| 11-2-2004                                                              | Susa                                                                   | Mali                                                                   | 0 – 4                                                                  | Marocco                                                                | Coppa d'Africa 2004 - Semifinale                                       | -                                                                      |                                                                        |
| 14-2-2004                                                              | Radès                                                                  | Tunisia                                                                | 2 – 1                                                                  | Marocco                                                                | Coppa d'Africa 2004 - Finale                                           | -                                                                      | [ 29 ]                                                                 |
| 28-4-2004                                                              | Rabat                                                                  | Marocco                                                                | 0 – 1                                                                  | Argentina                                                              | Amichevole                                                             | -                                                                      |                                                                        |
| 28-5-2004                                                              | Bamako                                                                 | Mali                                                                   | 0 – 0                                                                  | Marocco                                                                | Amichevole                                                             | -                                                                      | 51’                                                                    |
| 5-6-2004                                                               | Blantyre                                                               | Malawi                                                                 | 1 – 1                                                                  | Marocco                                                                | Qual. Mondiali 2006                                                    | -                                                                      |                                                                        |
| 3-7-2004                                                               | Gaborone                                                               | Botswana                                                               | 0 – 1                                                                  | Marocco                                                                | Qual. Mondiali 2006                                                    | -                                                                      | 68’ 78’                                                                |
| 4-9-2004                                                               | Rabat                                                                  | Marocco                                                                | 1 – 1                                                                  | Tunisia                                                                | Qual. Mondiali 2006                                                    | -                                                                      |                                                                        |
| 10-10-2004                                                             | Conakry                                                                | Guinea                                                                 | 1 – 1                                                                  | Marocco                                                                | Qual. Mondiali 2006                                                    | 1                                                                      |                                                                        |
| 17-11-2004                                                             | Rabat                                                                  | Marocco                                                                | 4 – 0                                                                  | Burkina Faso                                                           | Amichevole                                                             | -                                                                      | 68’                                                                    |
| 9-2-2005                                                               | Rabat                                                                  | Marocco                                                                | 5 – 1                                                                  | Kenya                                                                  | Qual. Mondiali 2006                                                    | -                                                                      | 68’                                                                    |
| 26-3-2005                                                              | Rabat                                                                  | Marocco                                                                | 1 – 0                                                                  | Guinea                                                                 | Qual. Mondiali 2006                                                    | -                                                                      |                                                                        |
| 4-6-2005                                                               | Rabat                                                                  | Marocco                                                                | 4 – 1                                                                  | Malawi                                                                 | Qual. Mondiali 2006                                                    | 1                                                                      | 35’ 81’                                                                |
| 17-8-2005                                                              | Rouen                                                                  | Marocco                                                                | 0 – 1                                                                  | Togo                                                                   | Amichevole                                                             | -                                                                      | 80’                                                                    |
| 8-10-2005                                                              | Radès                                                                  | Tunisia                                                                | 2 – 2                                                                  | Marocco                                                                | Qual. Mondiali 2006                                                    | 1                                                                      |                                                                        |
| 15-11-2005                                                             | Parigi                                                                 | Marocco                                                                | 0 – 0                                                                  | Camerun                                                                | Amichevole                                                             | -                                                                      | 46’                                                                    |
| 9-1-2006                                                               | Rabat                                                                  | Marocco                                                                | 3 – 0                                                                  | RD del Congo                                                           | Amichevole                                                             | 1                                                                      | 67’                                                                    |
| 14-1-2006                                                              | Marrakech                                                              | Marocco                                                                | 1 – 0                                                                  | Zimbabwe                                                               | Amichevole                                                             | -                                                                      | 74’                                                                    |
| 17-1-2006                                                              | Rabat                                                                  | Marocco                                                                | 2 – 2                                                                  | Angola                                                                 | Amichevole                                                             | 1                                                                      | 80’                                                                    |
| 21-1-2006                                                              | Il Cairo                                                               | Marocco                                                                | 0 – 1                                                                  | Costa d'Avorio                                                         | Coppa d'Africa 2006 - 1º turno                                         | -                                                                      |                                                                        |
| 24-1-2006                                                              | Il Cairo                                                               | Egitto                                                                 | 0 – 0                                                                  | Marocco                                                                | Coppa d'Africa 2006 - 1º turno                                         | -                                                                      | 84’                                                                    |
| 28-1-2006                                                              | Il Cairo                                                               | Libia                                                                  | 0 – 0                                                                  | Marocco                                                                | Coppa d'Africa 2006 - 1º turno                                         | -                                                                      |                                                                        |
| 16-8-2006                                                              | Rabat                                                                  | Marocco                                                                | 1 – 0                                                                  | Burkina Faso                                                           | Amichevole                                                             | -                                                                      | 46’                                                                    |
| 2-9-2006                                                               | Rabat                                                                  | Marocco                                                                | 2 – 0                                                                  | Malawi                                                                 | Qual. Coppa d'Africa 2008                                              | 1                                                                      |                                                                        |
| 7-2-2007                                                               | Rabat                                                                  | Marocco                                                                | 1 – 1                                                                  | Tunisia                                                                | Amichevole                                                             | 1                                                                      |                                                                        |
| 2-6-2007                                                               | Casablanca                                                             | Marocco                                                                | 2 – 0                                                                  | Zimbabwe                                                               | Qual. Coppa d'Africa 2008                                              | 1                                                                      | 70’                                                                    |
| 16-6-2007                                                              | Blantyre                                                               | Malawi                                                                 | 0 – 1                                                                  | Marocco                                                                | Qual. Coppa d'Africa 2008                                              | -                                                                      |                                                                        |
| 8-9-2007                                                               | Rouen                                                                  | Marocco                                                                | 0 – 2                                                                  | Ghana                                                                  | Amichevole                                                             | -                                                                      | 82’                                                                    |
| 17-10-2007                                                             | Rabat                                                                  | Marocco                                                                | 2 – 0                                                                  | Namibia                                                                | Amichevole                                                             | -                                                                      |                                                                        |
| 16-11-2007                                                             | Saint-Denis                                                            | Francia                                                                | 2 – 2                                                                  | Marocco                                                                | Amichevole                                                             | -                                                                      | 66’                                                                    |
| 16-1-2008                                                              | Rabat                                                                  | Marocco                                                                | 2 – 1                                                                  | Angola                                                                 | Amichevole                                                             | 1                                                                      | 70’                                                                    |
| 21-1-2008                                                              | Accra                                                                  | Namibia                                                                | 1 – 5                                                                  | Marocco                                                                | Coppa d'Africa 2008 - 1º turno                                         | -                                                                      |                                                                        |
| 24-1-2008                                                              | Accra                                                                  | Guinea                                                                 | 3 – 2                                                                  | Marocco                                                                | Coppa d'Africa 2008 - 1º turno                                         | -                                                                      | 63’                                                                    |
| 28-1-2008                                                              | Accra                                                                  | Ghana                                                                  | 2 – 0                                                                  | Marocco                                                                | Coppa d'Africa 2008 - 1º turno                                         | -                                                                      |                                                                        |
| 26-3-2008                                                              | Bruxelles                                                              | Belgio                                                                 | 1 – 4                                                                  | Marocco                                                                | Amichevole                                                             | -                                                                      | 87’                                                                    |
| 6-9-2008                                                               | Mascate                                                                | Oman                                                                   | 0 – 0                                                                  | Marocco                                                                | Amichevole                                                             | -                                                                      | 69’                                                                    |
| 11-10-2008                                                             | Rabat                                                                  | Marocco                                                                | 4 – 1                                                                  | Mauritania                                                             | Qual. Mondiali 2010                                                    | -                                                                      |                                                                        |
| 19-11-2008                                                             | Casablanca                                                             | Marocco                                                                | 3 – 0                                                                  | Zambia                                                                 | Amichevole                                                             | -                                                                      | 46’                                                                    |
| 28-3-2009                                                              | Casablanca                                                             | Marocco                                                                | 1 – 2                                                                  | Gabon                                                                  | Qual. Mondiali 2010                                                    | -                                                                      | 61’                                                                    |
| 31-3-2009                                                              | Lisbona                                                                | Angola                                                                 | 0 – 2                                                                  | Marocco                                                                | Amichevole                                                             | 1                                                                      | 76’                                                                    |
| 12-8-2009                                                              | Rabat                                                                  | Marocco                                                                | 1 – 1                                                                  | Rep. del Congo                                                         | Amichevole                                                             | -                                                                      | 78’                                                                    |
| 6-9-2009                                                               | Lomé                                                                   | Togo                                                                   | 1 – 1                                                                  | Marocco                                                                | Qual. Mondiali 2010                                                    | -                                                                      | 89’                                                                    |
| 10-10-2009                                                             | Libreville                                                             | Gabon                                                                  | 3 – 1                                                                  | Marocco                                                                | Qual. Mondiali 2010                                                    | -                                                                      | 61’                                                                    |
| 11-8-2010                                                              | Rabat                                                                  | Marocco                                                                | 0 – 0                                                                  | Guinea Equatoriale                                                     | Amichevole                                                             | -                                                                      | 79’                                                                    |
| 4-9-2010                                                               | Rabat                                                                  | Marocco                                                                | 0 – 0                                                                  | Rep. Centrafricana                                                     | Qual. Coppa d'Africa 2012                                              | -                                                                      |                                                                        |
| 9-10-2010                                                              | Dar es Salaam                                                          | Tanzania                                                               | 0 – 1                                                                  | Marocco                                                                | Qual. Coppa d'Africa 2012                                              | -                                                                      | 39’ 87’                                                                |
| 17-11-2010                                                             | Belfast                                                                | Irlanda del Nord                                                       | 1 – 1                                                                  | Marocco                                                                | Amichevole                                                             | 1                                                                      | 66’ 71’                                                                |
| 9-2-2011                                                               | Marrakech                                                              | Marocco                                                                | 3 – 0                                                                  | Niger                                                                  | Amichevole                                                             | -                                                                      |                                                                        |
| 27-3-2011                                                              | Annaba                                                                 | Algeria                                                                | 1 – 0                                                                  | Marocco                                                                | Qual. Coppa d'Africa 2012                                              | -                                                                      |                                                                        |
| 4-6-2011                                                               | Marrakech                                                              | Marocco                                                                | 4 – 0                                                                  | Algeria                                                                | Qual. Coppa d'Africa 2012                                              | 1                                                                      | 39’                                                                    |
| 9-10-2011                                                              | Marrakech                                                              | Marocco                                                                | 3 – 1                                                                  | Tanzania                                                               | Qual. Coppa d'Africa 2012                                              | 1                                                                      | 89’                                                                    |
| 23-1-2012                                                              | Libreville                                                             | Marocco                                                                | 1 – 2                                                                  | Tunisia                                                                | Coppa d'Africa 2012 - 1º turno                                         | -                                                                      | 78’                                                                    |
| 31-1-2012                                                              | Libreville                                                             | Niger                                                                  | 0 – 1                                                                  | Marocco                                                                | Coppa d'Africa 2012 - 1º turno                                         | -                                                                      |                                                                        |
| 15-8-2012                                                              | Rabat                                                                  | Marocco                                                                | 1 – 2                                                                  | Guinea                                                                 | Amichevole                                                             | -                                                                      |                                                                        |
| 13-11-2014                                                             | Agadir                                                                 | Marocco                                                                | 6 – 1                                                                  | Benin                                                                  | Amichevole                                                             | 1                                                                      | 21’                                                                    |
| 16-11-2014                                                             | Agadir                                                                 | Marocco                                                                | 2 – 1                                                                  | Zimbabwe                                                               | Amichevole                                                             | -                                                                      |                                                                        |
| Totale                                                                 |                                                                        | Presenze                                                               | 65                                                                     |                                                                        | Reti                                                                   | 19                                                                     |                                                                        |

## Palmarès

### Club

#### Competizioni nazionali
- Coppa di Lega francese: 2

Bordeaux: 2006-2007, 2008-2009
- Supercoppa francese: 2

Bordeaux: 2008, 2009
- Campionato francese: 1

Bourdeaux: 2008-2009

### Individuale
- Miglior giocatore della Supercoppa di Francia: 1

2008